# 察木布
察木布、查木布或译禅布（穆麟德轉寫：cambu），乌拉那拉氏，努尔哈赤外甥，归顺后金，为额驸，镶白旗满洲佐领。
曾祖父布颜是乌拉首任国主，祖父布三泰，父常柱贝勒，母爱新觉罗氏是努尔哈赤的异母姐姐，有两个弟弟。丁未年（1607年）三月，乌碣岩之战中，乌拉部败于建州女真。常柱父子及其叔胡里布贝勒被俘。其父亲常柱及族人后编入镶白旗满州第二参领第八佐领，父亲常柱为佐领。其妻是格格，应是阿巴泰第二女县主。《八旗满洲氏族通谱》称他为多罗额驸。其父亲常柱逝世后，继任佐领。至少有三子：沙木海、沙纳海、纳木海。